# Demecolcine
Demecolcine (INN; còn được gọi là colcemid) là một loại thuốc được sử dụng trong hóa trị liệu. Thuốc có liên quan chặt chẽ với alkaloid colchicine thiên nhiên với sự thay thế của acetyl nhóm trên amin phân nửa với methyl, nhưng nó ít độc hại. Nó depolymerises vi ống và sự hình thành giới hạn microtubule (inactivates sợi trục hình thành), do đó việc bắt giữ các tế bào ở metaphase và cho phép thu hoạch tế bào và karyotyping được thực hiện.
Trong quá trình phân chia tế bào, demecolcine ức chế nguyên phân ở metaphase bằng cách ức chế sự hình thành trục chính. Về mặt y học, demecolcine đã được sử dụng để cải thiện kết quả xạ trị ung thư bằng cách đồng bộ hóa các tế bào khối u ở metaphase, giai đoạn phát xạ của chu kỳ tế bào.
Trong các thủ tục nhân bản động vật, demecolcine tạo ra một noãn phóng ra nhân của nó, tạo không gian để chèn một hạt nhân mới.

## Cơ chế tác động
Demecolcine là một loại thuốc khử vi hạt như vinblastine. Nó hoạt động theo hai cơ chế riêng biệt. Ở nồng độ rất thấp, nó liên kết với microtubule cộng với đầu cuối để triệt tiêu động lực học của vi ống. Nghiên cứu gần đây đã tìm thấy ở demecolcine nồng độ cao hơn có thể thúc đẩy tách vi ống từ trung tâm tổ chức microtubule. Các vi ống được tách ra với đầu trừ không được bảo vệ khử cực theo thời gian. Độc tính gây độc tế bào của các tế bào dường như tương quan tốt hơn với sự tách rời vi ống. Nồng độ thấp hơn ảnh hưởng đến động lực học vi ống và di chuyển tế bào.

## Sử dụng nghiên cứu
Demecolcine được sử dụng cho nghiên cứu khoa học trong các tế bào. Nó được sử dụng theo nhiều cách khác nhau, tuy nhiên, cho đến gần đây, được sử dụng chủ yếu cho nghiên cứu giảm thiểu trong các tế bào. Ví dụ, các vi ống cần thiết cho sự phân chia các tế bào. Quan trọng hơn, sự di chuyển của nhiễm sắc thể trong giai đoạn M. Sự ức chế demecolcine của các vi ống gây ra sự dị hóa trong các tế bào phân bào nơi các vi ống bị vỡ ra hoặc bị ức chế trước khi chúng có thể hoàn thành chức năng kéo nhiễm sắc thể vào tế bào con, còn được gọi là không nhiễm sắc thể. Demecolcine, tùy thuộc vào liều lượng, cũng đã được tìm thấy gây ra sự phân mảnh DNA của nhiễm sắc thể trong micronuclei khi xảy ra sự không phá hủy.